# Daniel Canepa
 (avril 2023).
Si vous disposez d'ouvrages ou d'articles de référence ou si vous connaissez des sites web de qualité traitant du thème abordé ici, merci de compléter l'article en donnant les références utiles à sa vérifiabilité et en les liant à la section « Notes et références ».
Pour les articles homonymes, voir Canepa.
Daniel Raoul Canepa, né le 16 juillet 1948 à Clichy (Hauts-de-Seine), est un haut fonctionnaire français, qui fut préfet de la région Île-de-France, préfet de Paris et président de l'Association du corps préfectoral et des hauts fonctionnaires du Ministre de l'Intérieur (ACPHFMI). 

## Biographie

### Origines
Fils unique, son père était chef mécanicien aux Sablières de la Seine et sa mère tenait un petit commerce. Jeune, il rêvait de devenir secrétaire d’Ambassade, rêve décisif pour son avenir puisque, pour cela, il fallait suivre les cours de l'École nationale d'administration ou bien, dans le cadre " Orient ", suivre les cours des Langues Orientales (INALCO).

### Formation
Daniel Canepa est licencié en droit, diplômé d'études supérieures de droit public, diplômé d'études supérieures de sciences politiques, diplômé de l’Institut d’études politiques de Paris (IEP Paris), ancien élève de l’École nationale des impôts et ancien élève de la promotion Pierre Mendès France (1978) de l’École nationale d’administration (ENA), auditeur de l’Institut des hautes études de la sécurité intérieure (IHESI) et de l’Institut des hautes études de développement et d’aménagement des territoires en Europe (IHEDATE), il a suivi la formation du cycle supérieur du Management de l’Équipement (CSME) à l’École nationale des travaux publics de l’État (ENTPE).

### Carrière
Après avoir été inspecteur des impôts , Daniel Canepa intègre le cycle d'un an préparatoire à l' ENA. À la fin de cycle, il réussit le concours interne d'accès à l'ENA en 1976. À l'issue de sa scolarité, il devient d'abord administrateur civil puis entame une carrière préfectorale. Sous-préfet en 1978, il est nommé directeur de la sécurité civile en 1993, puis préfet d'Indre-et-Loire en 1996 et aussi préfet du Var en 1999. Ensuite il occupe plusieurs postes de direction au ministère de l'Intérieur, avant de devenir préfet de la région de Nord-Pas-de-Calais et préfet du Nord en 2006, puis préfet de la région Île-de-France et préfet de Paris en 2008.
Dans sa fonction de préfet de la région Nord-Pas-de-Calais, Daniel Canepa a mené à terme la création de l'Eurométropole Lille-Kortrijk-Tournai. Il fut aussi au cours de son séjour l'initiateur d'un déféré, au nom de l'Etat,  devant le Tribunal administratif de Lille relatif à la nomination d'un des fils du président du conseil général  du Nord, Bernard Derosier, recruté au poste de directeur des affaires affaires juridiques dudit conseil, alors qu'il n'était pas administrateur territorial mais uniquement titulaire d'un diplôme d' études approfondies de droit, équivalent d'un mastère en droit.  
En 2007, il est nommé président de l'Association du corps préfectoral et des hauts fonctionnaires du ministère de l'Intérieur, dont il était le porte-parole devant le Parlement sur les crises de sécurité , sur les réformes de l'administration territoriale de l’État. Dans ce contexte, il a été coauteur des Nouveaux chantiers de l'État territorial.
En 2008, il est nommé préfet de la région Île-de-France, préfet de Paris. Dans cette fonction il était vice-président de l'Institut d'aménagement et d'urbanisme de la région d'Île-de-France. Il avait notamment en charge la réforme du « Grand Paris ».
Président du Comité de bassin Seine Normandie, président de l'ARS Île-de-France (), il est alors membre de l'Association européenne des représentants territoriaux de l'État (AERTE), dont il devient le président en octobre 2009,. Au sein de cette organisation, il occupe en 2008 la fonction de président de l'Observatoire euro-méditerranéen de l’action territoriale de l’État dans le cadre de l'Union pour la Méditerranée. 
Il est également membre de l’Association Claude-Érignac et administrateur de la Fondation Varenne. C'est à cette époque qu'il est élu président d'honneur de l'Association du corps préfectoral et des hauts fonctionnaires du ministère de l'Intérieur (ACPHFMI) et qu'il fonde un cabinet spécialisé dans la stratégie, la formation des élus, la préparation aux crises, l'intelligence économique, la communication et les relations publiques.   
Le 28 novembre 2012, il est réélu président de l’Association du corps préfectoral et des hauts fonctionnaires du ministère de l'Intérieur (ACPHFMI). Pourtant, quelques semaines après cette réélection, il est remplacé au poste de préfet de l’Île-de-France. Daniel Canepa vit mal ce remplacement au profit de Jean Daubigny : « Je suis triste, oui. Tourner la page de quarante ans de vie, ce n’est pas facile. Subir le décès de sa femme et perdre son emploi la même année, ça fait beaucoup. Je dois quitter mon logement le 1er janvier [2013] au soir. Le ministre de l’Intérieur, Manuel Valls m’a téléphoné mardi [18 décembre 2012 au] soir pour m’annoncer la nouvelle. Trois minutes au téléphone, la veille de Noël [à comprendre : quelques jours avant Noël]. « Vous pouviez vous en douter », m’a-t-il dit, sans me proposer un autre poste. La méthode est brutale. »,.
Le 9 janvier 2013, Daniel Canepa est également déchargé de ses fonctions de délégué interministériel au projet Euro Disney en France.
En mai 2013, Daniel Canepa a annoncé sa démission de la présidence de l’Association du corps préfectoral et des hauts fonctionnaires du ministère de l’Intérieur (ACPHFMI) : « On m’a demandé d’abandonner cette présidence de la même manière qu’on m’a remercié comme préfet d’Île-de-France. Cela fait six mois que j’ai des pressions pour abandonner la présidence de cette association. J’ai décidé de partir à l'issue des élections que je souhaite provoquer. Je le ferai le 16 mai [2013]. »
Il fonde en septembre 2014, l’Association Ambition pour le Grand Paris qui organise le club des jeudis du Grand Paris.
Il participe à la création de l’Association Cancer Contribution, plateforme d’expression des citoyens touchés par les cancers.
Daniel Canepa a ensuite accepté, à la demande du député de la circonscription, de conduire une liste aux élections municipales de 2014 à La Seyne-sur-Mer, ville dirigée alors par le PS et située dans le département du Var dont il avait été préfet (1999-2002). Le soir du 23 mars 2014, il se désiste en faveur du député UMP Philippe Vitel. Il s'est aussi présenté aux élections européennes de 2014 en France sur la liste de la circonscription Île-de-France du mouvement politique Nous Citoyens.

## Mandats
- Inspecteur des impôts (1970-1973)
- Administrateur civil au ministère de l’Intérieur (1978)
- Sous-préfet, directeur du cabinet du préfet du Cantal (1978)
- Directeur du cabinet du préfet du Val-de-Marne (1979-1981)
- Secrétaire général de la préfecture des Ardennes (1981-1983)
- Administrateur civil, chef de la subdivision administrative des Iles-du-Vent et des Terres australes (1983-1986)
- Directeur adjoint du secrétariat d’État chargé du Pacifique Sud (1986)
- Sous-préfet, secrétaire général de la préfecture du Loiret (1986-1989)
- Sous-préfet de Cambrai (1989-1991) (département du Nord, région Nord-Pas-de-Calais)
- Sous-préfet de Béthune (1991-1993) (département du Pas-de-Calais, région Nord-Pas-de-Calais)
- Directeur de la sécurité civile au ministère de l'Intérieur et de l'Aménagement du territoire (1993-1996)
- Préfet d’Indre-et-Loire (1996-1999)[15]
- Préfet du Var (1999-2002)[16]
- Directeur adjoint du cabinet du ministre de l'Intérieur, de la sécurité intérieure et des libertés locales (2002-2003)
- Directeur général de l'administration du ministère de l'Intérieur, de la sécurité intérieure et des libertés locales (2003-2004)
- Secrétaire général du ministère de l’Intérieur, de la Sécurité intérieure et des Libertés locales (2004-2006)[17]
- Préfet de la région Nord-Pas-de-Calais, préfet de la zone de défense Nord, préfet du Nord (2006-2008)[18]
- Préfet de la région Île-de-France, préfet de Paris (2008-2012) [19]

## Condamnation pénale
Le 13 novembre 2015, Daniel Canepa a été condamné par le tribunal correctionnel de Paris pour « recel de détournement de fonds publics » à 8 mois de prison avec sursis et 21 000 euros d'amende (ou 30 000 euros, selon une autre source) dans l'affaire des primes de cabinet en liquide, pour avoir reçu des primes en liquide lorsqu'il était directeur adjoint du cabinet du ministre de l'Intérieur, Nicolas Sarkozy étant ministre, et Claude Guéant directeur de cabinet. Deux autres membres du cabinet ont été aussi condamnés à des peines similaires, l'amende correspondant aux sommes qu’ils avaient perçues. Daniel Canepa a fait appel de cette décision et en 2017 son amende de 30.000 euro est confirmé en appel.
Par décret du Président de la République en date du 19 juin 2020, Daniel Canepa est suspendu pour une durée de dix ans de l’exercice des droits et prérogatives attachés à sa qualité de commandeur de la Légion d’honneur.

## Récompenses et distinctions

### Décorations
- Commandeur de la Légion d'honneur Il est fait chevalier le 30 décembre 1995[24], promu officier le 6 avril 2007[25], et promu à titre exceptionnel commandeur le 6 avril 2012[26]. Suspendu de 2020 à 2030.
- Commandeur de l'ordre national du Mérite Il est fait chevalier le 30 janvier 1986, promu officier le 24 juin 1993[27], et commandeur le 30 décembre 1995[28]. Suspendu de 2020 à 2030.
- Officier de l'ordre des Palmes académiques
- Chevalier de l'ordre du Mérite agricole Suspendu de 2020 à 2030.
- Médaille d'honneur des sapeurs-pompiers
- Médaille de l'administration territoriale de l'État, échelon or avec agrafe « Administration centrale » (2025)[29]
- Officier de l'ordre du Mérite congolais